# Lökholmen, Harö

Lökholmen är en ö i Djurö socken i Värmdö kommun i Stockholms skärgård. Den ligger nordost om Harö och mellan öarna Lisslö och Vargholmen. Ön har en yta på 0,82 hektar.
Lökholmen har tidigare tillhört gården på Harö. Den hade tidigare fritidshusbebyggelse, men är sedan 1969 bebodd på helårsbasis. Ön består mestadels av sten och klippor.